# Humnoke
Humnoke é uma cidade localizada no estado americano de Arkansas, no Condado de Lonoke.

## Demografia
Segundo o censo americano de 2000, a sua população era de 280 habitantes.
Em 2006, foi estimada uma população de 291, um aumento de 11 (3.9%).

## Geografia
De acordo com o United States Census Bureau, a localidade tem uma área de 0,9 km², sem área coberta por água. Humnoke localiza-se a aproximadamente 62 m acima do nível do mar.

## Localidades na vizinhança
O diagrama seguinte representa as localidades num raio de 24 km ao redor de Humnoke.